# Vive le Québec libre!

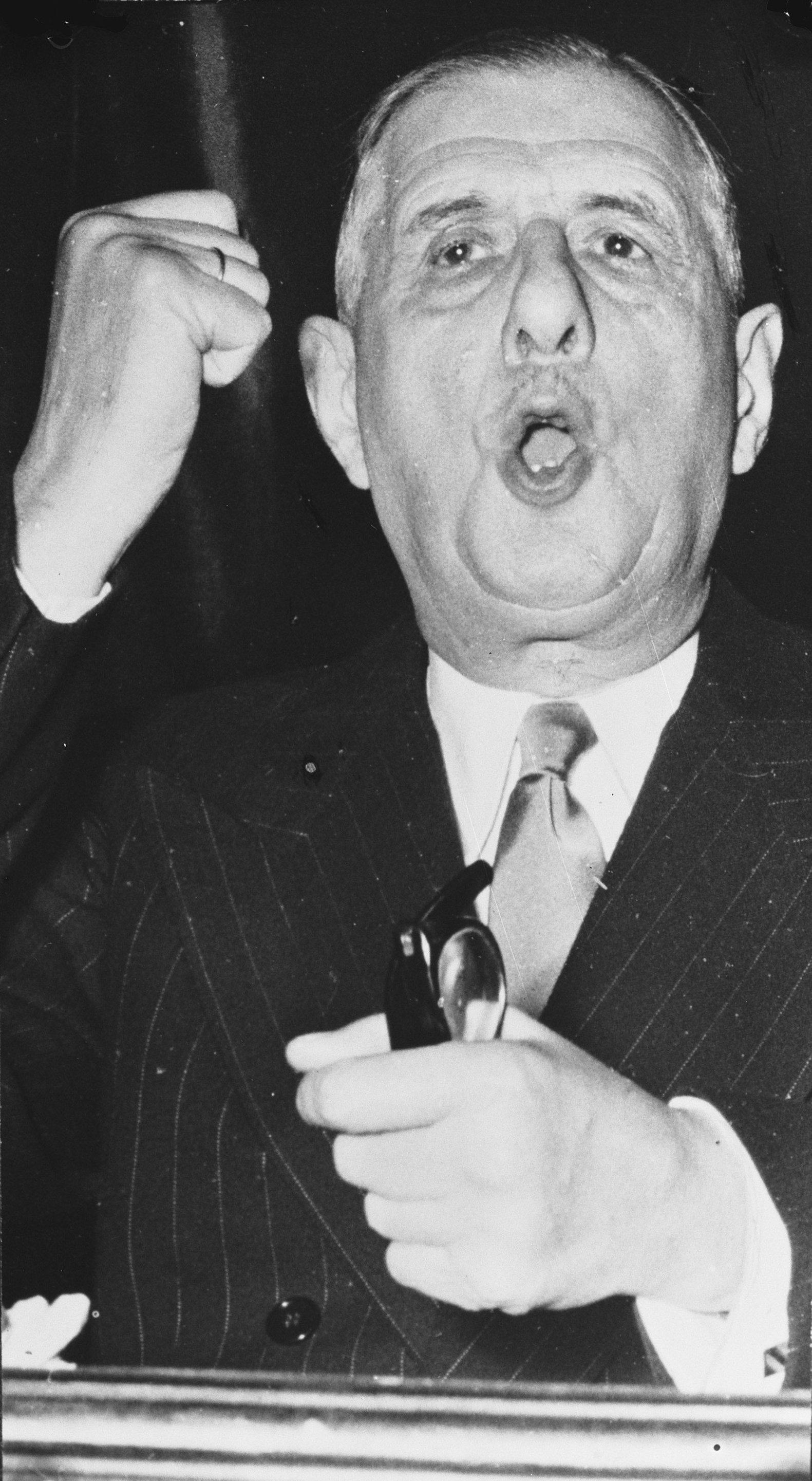
Charles de Gaulle

Vive le Québec libre! (Viva il Québec libero!) fu la controversa frase che caratterizzò il discorso pronunciato dal presidente francese Charles de Gaulle il 24 luglio 1967, durante una visita ufficiale in Canada per partecipare a Expo 67, a Montreal, nella provincia francofona del Québec.
La frase, uno slogan usato dai quebecchesi favorevoli all'indipendenza del Québec, e il suo uso da parte di de Gaulle, fu interpretato come un sostegno al movimento. Il discorso scatenò un incidente diplomatico con il governo canadese e fu condannato dal primo ministro Lester Pearson, il quale dichiarò che i canadesi non hanno bisogno di essere liberati.
In Francia, sebbene molti fossero solidali con la causa del nazionalismo del Québec, il discorso di de Gaulle fu criticato come una violazione del protocollo.

## Eventi che precedettero il discorso
Anche prima del suo arrivo, il governo federale canadese era preoccupato per la visita del presidente de Gaulle. Ad aprile, de Gaulle non aveva partecipato alle cerimonie di commemorazione del 50º anniversario della vittoria canadese nella Battaglia del crinale di Vimy, nel 1917, contro i tedeschi. Il governo di Pearson era così preoccupato per la potenziale interferenza della Francia negli affari interni che inviò preventivamente a conferire con de Gaulle, a Parigi, il Segretario di Stato per gli Affari Esteri, Paul Martini.
De Gaulle, come tutti i leader dei paesi espositori di Expo 67, fu invitato a visitare il Canada durante la primavera e l'estate del 1967. Al presidente francese fu anche separatamente invitato dal premier del Québec, Daniel Johnson, a visitare la provincia.
Contravvenendo al protocollo, de Gaulle non arrivò nella capitale canadese, Ottawa. Giunse, invece, a Québec, l'omonima capitale della provincia, sull'incrociatore Colbert, nave ammiraglia della marina francese nel Mediterraneo.
De Gaulle fu applaudito con entusiasmo dalla folla, mentre il nuovo governatore generale, Roland Michener, venne fischiato durante l'intonazione dell'inno anglo-canadese God Save the Queen. In quell'occasione, de Gaulle parlò semplicemente dei legami in evoluzione del suo paese con il Québec.

## Contenuto del discorso
In base a una serie di interviste personali con alti funzionari francesi, e dai documenti da lui scoperti, lo studioso Dale C. Thomson ha sostenuto che la dichiarazione di de Gaulle era stata pianificata e che questi la usò quando se ne presentò l'opportunità.
Il 15 luglio, prima di salire sul Colbert, de Gaulle disse a Xavier Deniau: «Mi sentiranno laggiù, sarà un maremoto!» Confidò anche al suo genero generale Alain de Boissieu: «Io batterò un forte colpo, l’atmosfera si surriscalderà, ma è necessario».
Il 24 luglio, de Gaulle giunse a Montréal e fu condotto al Chemin du Roy, nel municipio di Montréal, dove il sindaco Jean Drapeau e il premier Johnson lo stavano aspettando. Non era in programma che De Gaulle parlasse quella sera, ma disse a Drapeau: «Devo parlare a quelle persone che mi chiamano». Si affacciò allora al balcone per un breve messaggio alla folla che fu trasmesso anche in diretta alla radio. Il discorso si concluse con le parole: «Vive Montréal! Vive le Québec!» ("Viva Montréal, Viva il Québec!"). Poi aggiunse, seguito da un forte applauso, «Vive le Québec libre!», con particolare attenzione alla parola "libre".

## Reazioni e conseguenze del discorso
L’affermazione, proveniente dal capo di Stato francese, fu considerata una grave violazione del protocollo diplomatico. Incoraggiò il movimento indipendentista del Quebec e produsse tensioni tra i leader dei due paesi.
La reazione della folla alla frase di De Gaulle fu emotiva e descritta come frenetica,; suscitò inoltre polemiche con i canadesi inglesi, per l'implicita minaccia all'integrità territoriale del Canada.
Il primo ministro canadese Lester B. Pearson rimproverò de Gaulle con una dichiarazione ufficiale, letta alla televisione nazionale e consegnata all'ambasciata francese il 25 luglio: «Il popolo canadese è libero, ogni provincia canadese è libera, i canadesi non hanno bisogno di essere liberati, anzi, molte migliaia di canadesi hanno dato la vita in due guerre mondiali per la liberazione della Francia e di altri paesi europei». Ne scaturì un rumore mediatico e diplomatico, che indusse De Gaulle a interrompere la sua visita in Canada.
Il 26 luglio, invece di continuare la sua visita ad Ottawa, dove doveva incontrare il primo ministro Pearson, il presidente decise di tornare in Francia con un jet militare francese.
De Gaulle fu anche pesantemente criticato da gran parte dei media francesi, in particolare da Le Monde, per la sua violazione del protocollo internazionale.
Il movimento di sovranità del Québec considerò il discorso come un momento di svolta. Tenuto conto del basso livello economico e politico dei franco-canadesi dell'epoca, il sostegno di un capo di Stato straniero sembrava aggiungere credibilità al movimento.
Sul volo di ritorno da Montréal, de Gaulle disse a René de Saint-Légier de la Saussaye – suo consigliere diplomatico – che l'evento era stato «un fenomeno storico forse prevedibile ma che aveva preso una forma che solo la situazione stessa aveva potuto determinare. Come molti altri avrei potuto rifugiarmi in cortesi osservazioni o acrobazie diplomatiche, ma quando si è il generale De Gaulle, non si ricorre a simili espedienti: quello che ho fatto, dovevo farlo».